# Sara Herwegh
Sara Herwegh, även känd som Sara Gullberg, född 1651 i Göteborg, död 1727, var en svensk företagare. 
Sara Herwegh var dotter till handelsmannen Jakob Herwegh den yngre eller handelsmannen Adam Herwegh och sondotter till vågmästare Jakob Herwegh den äldre, en av Göteborgs första borgare av brittiskt eller tyskt ursprung. Hon gifte sig först med Cornelius Pietersson van Egmont i Gullberg (d. 1679) och sedan med Nils Persson Sahlgren (d. 1703) och blev mor till Niclas Sahlgren och Jacob Sahlgren. 
Efter sin makes död 1703 drev hon hans handelsfirma. Sonen Jacob Sahlgren var hennes assistent tills han 1716 fick eget burskap. Under hennes ledning var firman den fjärde största järnexportören i Göteborg; endast de firmor som drevs av hennes svärson Hans Olofsson Ström, Thomas Grundi och Thomas Mould var större. 1715 var hon en av de rikaste personerna i Göteborg och den fjärde största järnexportören i Göteborg. Hon exporterade järn och master, importerade salt och spannmål och gav kreditgivning till värmländska järnbruk. Hon efterlämnade ett stort arv till sina söner som utgjorde kapital för deras berömda verksamhet. 